# トワイライト 葬られた過去
『トワイライト 葬られた過去』（Twilight）は、1998年のアメリカ映画。

## キャスト
※括弧内は日本語吹替
- ハリー・ロス - ポール・ニューマン（小林勝彦）
- キャサリン・エイムス - スーザン・サランドン（一城みゆ希）
- ジャック・エイムス - ジーン・ハックマン（池田勝）
- ヴァーナ・ホランダー - ストッカード・チャニング（小宮和枝）
- メル・エイムス - リース・ウィザースプーン（小林さやか）
- レイモンド・ホープ - ジェームズ・ガーナー（阪脩）
- リューベン・エスコバル - ジャンカルロ・エスポジート（山路和弘）
- ジェフ・ウィリス - リーヴ・シュレイバー（平田広明）
- グロリア・ラマー - マーゴ・マーティンデイル（磯辺万沙子）
- レスター・アイヴァー - M・エメット・ウォルシュ
- フィル・イーガン - ジョン・スペンサー（辻親八）
- 水鉄砲屋の店員 - ルイス・アークエット（辻親八）

## スタッフ
- 監督：ロバート・ベントン
- 製作：アーレン・ドノヴァン、スコット・ルーディン
- 製作総指揮：マイケル・ハウスマン
- 脚本：ロバート・ベントン、リチャード・ルッソ
- 撮影：ピョートル・ソボチンスキー
- 音楽：エルマー・バーンスタイン